# Strzelectwo na Letnich Igrzyskach Olimpijskich 2024 – skeet (mikst)
Skeet drużyn mieszanych – konkurencja rozegrana w dniu 5 sierpnia 2024 roku. Zawody odbyły się w Centre national de tir sportif w Châteauroux.

## Wyniki

### Kwalifikacje
| Pozycja | Zawodnicy              | Kraj                     | Seria | Seria | Seria | Wynik    | Uwagi |
| Pozycja | Zawodnicy              | Kraj                     | 1     | 2     | 3     | Wynik    | Uwagi |
| ------- | ---------------------- | ------------------------ | ----- | ----- | ----- | -------- | ----- |
| 1       | Diana Bacosi           | Włochy 1                 | 24    | 25    | 25    | 149      | QG ,  |
| 1       | Gabriele Rossetti      | Włochy 1                 | 25    | 25    | 25    | 149      | QG ,  |
| 2       | Austen Smith           | Stany Zjednoczone 1      | 25    | 23    | 25    | 148      | QG    |
| 2       | Vincent Hancock        | Stany Zjednoczone 1      | 25    | 25    | 25    | 148      | QG    |
| 3       | Jiang Yiting           | Chińska Republika Ludowa | 25    | 25    | 24    | 146 (+4) | QB    |
| 3       | Lyu Jianlin            | Chińska Republika Ludowa | 23    | 24    | 25    | 146 (+4) | QB    |
| 4       | Maheshwari Chauhan     | Indie                    | 24    | 25    | 25    | 146 (+3) | QB    |
| 4       | Anantjeet Singh Naruka | Indie                    | 25    | 23    | 24    | 146 (+3) | QB    |
| 5       | Martina Bartolomei     | Włochy 2                 | 24    | 23    | 23    | 144      |       |
| 5       | Tammaro Cassandro      | Włochy 2                 | 25    | 24    | 25    | 144      |       |
| 6       | Dania Vizzi            | Stany Zjednoczone 2      | 24    | 25    | 23    | 144      |       |
| 6       | Conner Prince          | Stany Zjednoczone 2      | 24    | 24    | 24    | 144      |       |
| 7       | Jang Kook-hee          | Korea Południowa         | 24    | 25    | 22    | 144      |       |
| 7       | Kim Min-soo            | Korea Południowa         | 25    | 24    | 24    | 144      |       |
| 8       | Barbora Šumová         | Czechy                   | 22    | 23    | 23    | 143      |       |
| 8       | Jakub Tomeček          | Czechy                   | 25    | 25    | 25    | 143      |       |
| 9       | Lucie Anastassiou      | Francja                  | 24    | 24    | 21    | 143      |       |
| 9       | Éric Delaunay          | Francja                  | 25    | 25    | 24    | 143      |       |
| 10      | Nele Wißmer            | Niemcy                   | 22    | 24    | 23    | 142      |       |
| 10      | Sven Korte             | Niemcy                   | 23    | 25    | 25    | 142      |       |
| 11      | Aislin Jones           | Australia                | 24    | 23    | 21    | 141      |       |
| 11      | Joshua Bell            | Australia                | 25    | 24    | 24    | 141      |       |
| 12      | Assem Orynbay          | Kazachstan               | 23    | 24    | 23    | 140      |       |
| 12      | Eduard Jeszczenko      | Kazachstan               | 23    | 24    | 23    | 140      |       |
| 13      | Emmanuela Katzuraki    | Grecja                   | 22    | 23    | 22    | 139      |       |
| 13      | Eftimios Mitas         | Grecja                   | 24    | 24    | 24    | 139      |       |
| 14      | Daniella Borda         | Peru                     | 21    | 23    | 24    | 139      |       |
| 14      | Nicolás Pacheco        | Peru                     | 25    | 24    | 22    | 139      |       |
| 15      | Victoria Larsson       | Szwecja                  | 21    | 23    | 23    | 136      |       |
| 15      | Marcus Svensson        | Szwecja                  | 23    | 24    | 22    | 136      |       |

### Finał
| Pozycja                   | Zawodnik               | Kraj                     | Punkty |
| ------------------------- | ---------------------- | ------------------------ | ------ |
| Pojedynek o złoty medal   |                        |                          |        |
| złoto                     | Diana Bacosi           | Włochy 1                 | 45     |
| złoto                     | Gabriele Rossetti      | Włochy 1                 | 45     |
| srebro                    | Austen Smith           | Stany Zjednoczone 1      | 44     |
| srebro                    | Vincent Hancock        | Stany Zjednoczone 1      | 44     |
| Pojedynek o brązowy medal |                        |                          |        |
| brąz                      | Jiang Yiting           | Chińska Republika Ludowa | 44     |
| brąz                      | Lyu Jianlin            | Chińska Republika Ludowa | 44     |
| 4.                        | Maheshwari Chauhan     | Indie                    | 43     |
| 4.                        | Anantjeet Singh Naruka | Indie                    | 43     |